# Dwayne Woodruff
Dwayne Woodruff é um ex-jogador profissional de futebol americano estadunidense.

## Carreira
Dwayne Woodruff foi campeão da temporada de 1979 da National Football League jogando pelo Pittsburgh Steelers.